# Приречный (Нижегородская область)
Приречный — посёлок в Городском округе Бор Нижегородской области России. Ранее входил в состав администрации пгт Ситники.

## География
Посёлок находится в центральной части Нижегородской области, в зоне хвойно-широколиственных лесов, на расстоянии приблизительно 13 километров (по прямой) к северо-востоку от окраины города Бора, административного центра района.

### Климат
Климат характеризуется как умеренно континентальный, с коротким умеренно тёплым летом и холодной продолжительной зимой. Среднегодовая температура воздуха — 3,6 °C. Средняя температура воздуха самого холодного месяца (января) — −13 °C (абсолютный минимум — −42 °C); самого тёплого месяца (июля) — 18,5 °C (абсолютный максимум — 37 °С). Среднегодовое количество атмосферных осадков составляет 500—600 мм, из которых две трети выпадает в тёплый период.

## Население
| 2002 | 2010 |
| ---- | ---- |
| 26   | ↘11  |

### Национальный состав
Согласно результатам переписи 2002 года, в национальной структуре населения русские составляли 100 %.